# Secrétariat d'État à l'Égalité
Le secrétariat d'État à l'Égalité et à l'Éradication des violences faites aux femmes (en espagnol : Secretaría de Estado de Igualdad y para la Erradicación de la Violencia contra las Mujeres) est le secrétariat d'État chargé des politiques en matière d'égalité entre les femmes et les hommes en Espagne et de la lutte contre la violence de genre.
Il relève du ministère de l'Égalité.

## Missions

### Fonctions
Le secrétariat d'État à l'Égalité et à l'Éradication des violences faites aux femmes est l'organe supérieur du ministère de l'Égalité auquel il échoit les fonctions de proposer et mettre en œuvre les politiques gouvernementales en matière d'égalité, de prévention et d'élimination de toute sorte de discrimination entre les personnes en raison de leur sexe, d'origine raciale ou ethnique, de religion ou d'idéologie, d'orientation sexuelle ou d'identité de genre, d'âge, de handicap ou de toute autre condition ou circonstance personnelle ou sociale, et de prévention et d'éradication des différentes formes de violence faites contre les femmes ainsi que de toute forme de violence exercée contre des personnes pour les mêmes motifs que ceux précédemment énoncés.
Il lui revient également de proposer, élaborer et mettre en œuvre les normes, actions et mesures dirigées à assurer l'égalité de traitement et de chances, spécialement entre les femmes et les hommes, et le développement de la participation sociale, politique et économique des femmes.

### Organisation
Le secrétariat d’État s'organise de la manière suivante : 
- Secrétaire d'État à l'Égalité et pour l'Éradication des violences faites aux femmes (Secretaria de Estado de Igualdad y para la Erradicación de la Violencia contra las Mujeres) ;
  - Délégation du gouvernement contre la violence de genre ;
    - Sous-direction générale de la Coordination interinstitutionnelle en matière de violence contre les femmes ;
    - Sous-direction générale de la Sensibilisation, de la Prévention et des Études en matière de violence contre les femmes ;
    - Observatoire national de la violence faites aux femmes ;

  - Direction générale pour l'Égalité de traitement et la Non-discrimination et contre le Racisme ;
    - Sous-direction générale pour l'Égalité de traitement et la Non-discrimination et contre le Racisme ;

  - Direction générale pour l'Égalité réelle et effective des personnes LGBTI+ ;
    - Sous-direction générale des Droits LGBTI ;

  - Institut des femmes ;
  - Conseil de la participation des personnes LGBTI.

## Titulaires
| Titulaire                                                          | Titulaire        | Début      | Fin         | Parti   | Ministre      |
| ------------------------------------------------------------------ | ---------------- | ---------- | ----------- | ------- | ------------- |
|                                                                    | Bibiana Aído     | 23/10/2010 | 23/07/2011  | PSOE    | Leire Pajín   |
|                                                                    | Laura Seara      | 23/07/2011 | 24/12/2011  | PSOE    | Leire Pajín   |
| Secrétariat d'État aux Services sociaux et à l'Égalité (2011-2018) |                  |            |             |         |               |
|                                                                    | Soledad Murillo  | 09/06/2018 | 15/01/2020  | PSOE    | Carmen Calvo  |
|                                                                    | Noelia Vera      | 15/01/2020 | 12/10/2021  | Podemos | Irene Montero |
|                                                                    | Ángela Rodríguez | 12/10/2021 | 23/11/2023  | Podemos | Irene Montero |
|                                                                    | Aina Calvo       | 06/12/2023 | 04/06/2025  | PSOE    | Ana Redondo   |
|                                                                    | María Guijarro   | 04/06/2025 | en fonction | PSOE    | Ana Redondo   |
| Titres successifs : - Depuis 2020 : Égalité et Violence de Genre   |                  |            |             |         |               |